# Pasadena Hills
Pasadena Hills es un lugar designado por el censo ubicado en el condado de Pasco en el estado estadounidense de Florida. En el Censo de 2010 tenía una población de 7.570 habitantes y una densidad poblacional de 93,31 personas por km².

## Geografía
Pasadena Hills se encuentra ubicado en las coordenadas 28°16′48″N 82°13′28″O / 28.28000, -82.22444. Según la Oficina del Censo de los Estados Unidos, Pasadena Hills tiene una superficie total de 81.13 km², de la cual 78.34 km² corresponden a tierra firme y (3.43%) 2.78 km² es agua.

## Demografía
Según el censo de 2010, había 7.570 personas residiendo en Pasadena Hills. La densidad de población era de 93,31 hab./km². De los 7.570 habitantes, Pasadena Hills estaba compuesto por el 88.16% blancos, el 5.09% eran afroamericanos, el 0.4% eran amerindios, el 2.19% eran asiáticos, el 0% eran isleños del Pacífico, el 2.05% eran de otras razas y el 2.11% pertenecían a dos o más razas. Del total de la población el 10.58% eran hispanos o latinos de cualquier raza.